# Die Herren mit der weißen Weste
Die Herren mit der weißen Weste ist ein deutscher Spielfilm aus dem Jahr 1970. Die Handlung der von Wolfgang Staudte inszenierten Kriminalkomödie spielt in Berlin. Die Uraufführung erfolgte am 12. März 1970 im Gloria-Palast, Berlin.

## Handlung

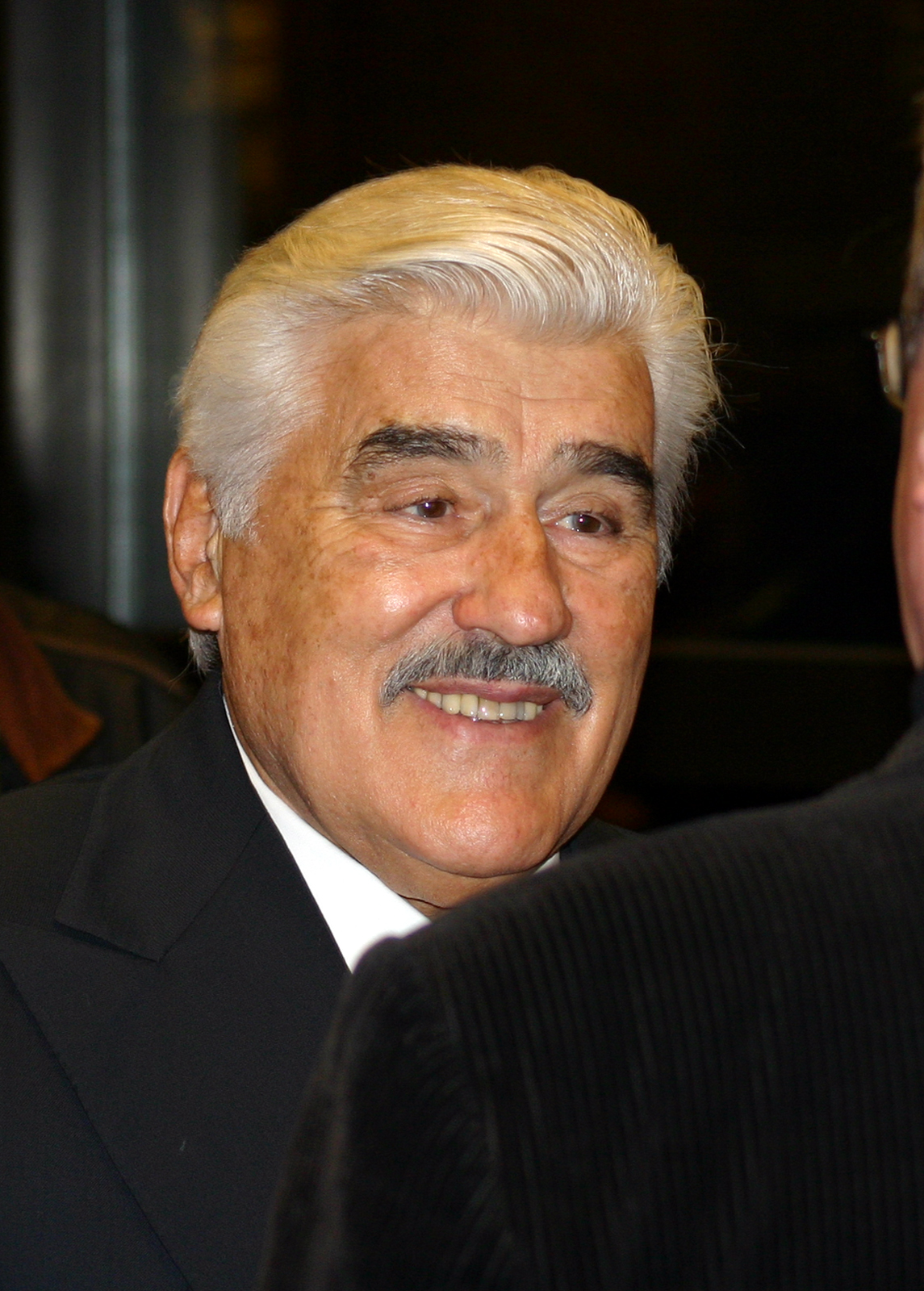
Mario Adorf spielte Bruno Stiegler

Zu Beginn des Films kehrt der Kriminelle Bruno Stiegler alias Dandy aus den Vereinigten Staaten als Boxpromoter nach West-Berlin zurück. Das Boxgeschäft dient ihm aber eher als Tarnung, denn bald erweist sich, dass er mit seiner Bande vor allem verschiedene geplante Raubzüge verwirklichen möchte.
Der inzwischen pensionierte Oberlandesgerichtsrat Zänker hat in seiner aktiven Dienstzeit vergeblich versucht, Dandy mit legalen Mitteln hinter Gitter zu bringen. Nun dreht er mit seinen Freunden und seiner Schwester Elisabeth den Spieß um. Seine alten Freunde und Kollegen treffen sich als Männerchor getarnt in seinem Haus und erweisen sich als Rentnergang, die es mit Dandys Bande aufnimmt. Zänker gelingt dies, indem er den von ihm früher verurteilten und bei der Begnadigung unterstützten Pietsch als Spitzel in Dandys Bande benutzt.
So will Dandy die Einnahmen aus einem Fußballspiel von Hertha BSC aus dem Olympiastadion stehlen, Zänker kommt ihm zuvor. Gleiches erreicht Zänker bei Dandys Versuch, den Geldschrank des dubiosen Geschäftsmanns Kunkelmann auszurauben und bei einer Parade das Juweliergeschäft Haase auszuräumen.
Pikant ist, dass Zänkers Schwiegersohn Walter, der zusammen mit dessen Tochter Monika im Hause  Zänkers lebt, als Kriminalinspektor bei der Polizei arbeitet und damit beauftragt ist, diese Straftaten aufzuklären. Tatsächlich erscheint Walters Vorgesetzter Kommissar Berg schließlich persönlich bei seinem alten Freund Zänker, um ihn zu verhaften. In einem Gespräch unter vier Augen weiht Zänker den Kommissar in sein Motiv und seine Methode ein und gewinnt dessen Verständnis.
So ergeht ein Haftbefehl gegen Dandy, und Zänker gelingt es mit Hilfe von Pietsch durch das Austauschen der Koffer, sämtliches Diebesgut Dandy unterzujubeln. Unmittelbar vor Dandys Ausreise wird in seinem Koffer das gesamte Raubgut gefunden. Damit ist der scheinbare Nachweis für die Polizei, Dandy habe die Verbrechen auch tatsächlich begangen, begründet und Dandy wird abgeführt. Faktisch hat Zänker damit nach seiner Pensionierung auf illegalem Weg endlich geschafft, was er auf legalem Wege in seinem Beruf lange vergeblich versucht hatte.

## Hintergrund
Produzent Horst Wendlandt war hier unter dem Pseudonym „H. O. Gregor“ auch als Ideengeber und Co-Drehbuchautor aktiv. Gedreht wurde vom 10. November bis zum 18. Dezember 1969 in den CCC-Studios Berlin-Spandau sowie in West-Berlin. Viele Innenaufnahmen entstanden – ähnlich wie in den Filmen Willi wird das Kind schon schaukeln und Einer von uns beiden – in einem Haus in der Hugo-Vogel-Straße in Berlin-Wannsee. Die prominente Darstellerriege umfasst Vertreter des komödiantischen (Heinz Erhardt, Walter Giller) wie des ernsten Faches (Martin Held, Mario Adorf). Die Inszenierung verzichtet vollständig auf die Darstellung von Gewalt und betont stattdessen, dass die älteren, im Grunde „ehrbaren Herren“ die Jungen dank ihrer Erfahrung immer noch übers Ohr hauen können, wenn sie möchten.
Im Film selbst wird auf die besondere Situation im geteilten Berlin hingewiesen: So wissen Dandy und auch die Herren, dass während der alliierten Militärparade, die seit dem Jahre 1964 immer am 1. Juli stattfand, wegen der schweren Militärfahrzeuge die Alarmanlage des Juweliers Hase in der Bismarckstraße im Westberliner Stadtteil Charlottenburg ausgeschaltet bleiben muss. Außerdem wohnt der V-Mann Pietsch in einer vom Berliner Senat geförderten Sozialwohnung am Rande des Berliner Flughafens Tempelhof, die damals aufgrund des Zuzugs aus der Bundesrepublik nach Berlin (West) für geringere Einkommen und Studenten gebaut worden waren. Die Innenaufnahmen fanden in den Studios der Berliner Union-Film an der Oberlandstraße in West-Berlin statt. Da das Oberlandesgericht in Berlin Kammergericht heißt, gab es dort seinerzeit nach der alten Richteramtsbezeichnung keine Oberlandesgerichtsräte wie im Film, sondern Kammergerichtsräte.

## Kritiken
„Eine unbeschwert-heitere Gaunerkomödie, solide konstruiert und witzig inszeniert. Nicht zuletzt auch wegen der hervorragenden Darstellerriege ein nicht nur für die damaligen (Kino-)Verhältnisse […] außergewöhnlicher deutscher Unterhaltungsfilm.“

„Scherz, Satire, Ironie und ein bisschen tiefere Bedeutung für das Deutschland des Wirtschaftswunders.“

„Scharfe Satire mit Witz und Charme; Glanzrolle für Held. Wertung: überdurchschnittlich.“

Die Deutsche Film- und Medienbewertung FBW in Wiesbaden verlieh dem Film das Prädikat wertvoll.